# 达米安·茹雷克
达米安·茹雷克（波蘭語：Damian Żurek，1999年9月17日—），波兰男子速度滑冰运动员，2022年欧洲速度滑冰锦标赛男子团体竞速赛铜牌得主、2024年欧洲速度滑冰锦标赛男子团体竞速赛金牌得主、2024年世界单程距离速度滑冰锦标赛男子500米铜牌得主。